# Lirel

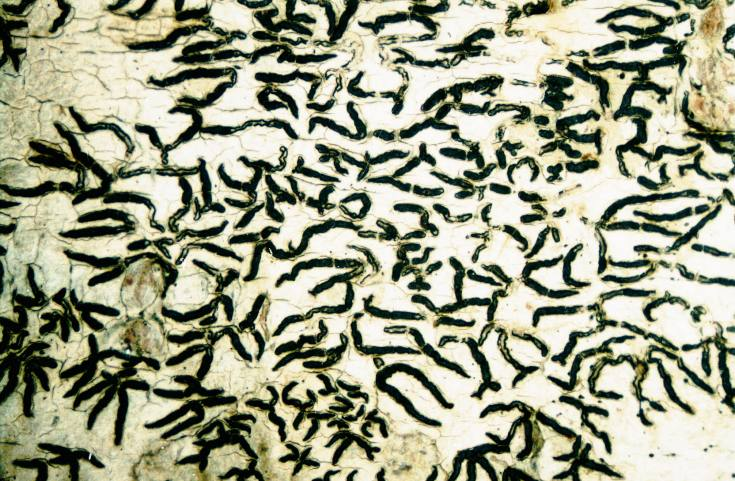
Gewoon schriftmos met veel lirellen.

Een lirel (meervoud: lirellen) is een specifiek type langwerpig gevormd apothecium dat voorkomt bij sommige korstvormige korstmossen. Sommige lirellen kunnen ook vertakt zijn. Korstmosfamilies die worden vertegenwoordigd door uitgesproken lirelvormende soorten zijn de Graphidaceae en de Opegraphaceae.
Binnen sommige microvegetatietypen kunnen lirelvormende korstmossen door hun opvallende patronen het vegetatieaspect bepalen. In de syntaxonomie zijn dergelijke korstmosgemeenschappen opgenomen in de schriftmos-klasse.